# Witthawat Sailam
Witthawat Sailam (thailändisch วิทวัส สายลาม, * 20. Februar 1999 in Chonburi) ist ein thailändischer Fußballspieler.

## Karriere
Witthawat Sailam erlernte das Fußballspielen in der Jugendmannschaft von Chiangrai United. Hier unterschrieb er 2017 auch seinen ersten Vertrag. Der Verein aus Chiangrai spielte in der höchsten thailändischen Liga, der Thai League. Sein Profidebüt gab er am 28. November 2017 im Auswärtsspiel beim Super Power Samut Prakan FC. Hier wurde er in der 68. Minute für den Brasilianer Vander eingewechselt. Im gleichen Jahr gewann der mit Chiangrai den thailändischen FA Cup. Das Endspiel gegen Bangkok United gewann Chiangrai mit 4:2. Die Saison 2019 wurde er an den Chiangrai City FC ausgeliehen. Der Verein, der ebenfalls in Chiangrai beheimatet ist, spielte in der dritten Liga, der Thai League 3. Hier trat der Klub in der Upper Region an.

## Erfolge
Chiangrai United
- FA Cup: 2017